# Uuc-kib Espadas Ancona
Uuc-kib Espadas Ancona (Mérida, Yucatán; 27 de noviembre de 1963) es un funcionario, antropólogo social, historiador, académico y expolítico mexicano. Es consejero del Instituto Nacional Electoral desde el 27 de julio de 2020.
Durante su carrera política militó en partidos de izquierda, incluyendo el Partido de la Revolución Democrática entre 1989 y 2003. Se desempeñó como diputado federal de 2000 a 2003.

## Biografía
Uuc-kib Espadas Ancona es licenciado en Antropología Social (1982-1986) y licenciado en Historia (1982-1987) por la Universidad Autónoma de Yucatán, así como licenciado en Educación secundaria (1982-1986) por la Escuela Normal Superior de Yucatán. Asimismo, cuenta con una maestría en Ciencias Sociales (1986-1988) también por la Escuela Normal Superior de Yucatán y maestría en Antropología Social (1988-1990) por el Centro de Investigaciones y Estudios Superiores en Antropología Social. También tiene un diplomado de Estudios Avanzados en Comunicación y Cultura (2008-2013) y un doctorado en Comunicación y Cultura (2013-2016), ambos de la Universidad de Sevilla.
Militó desde su juventud en varias organizaciones de izquierda. Fue miembro del Partido Comunista Mexicano de 1979 hasta su fusión en el Partido Socialista Unificado de México en 1981, del Partido Mexicano Socialista de 1987 a 1989 y en el Partido de la Revolución Democrática (PRD) desde 1989.
En el comité ejecutivo nacional del PRD fue subsecretario de Acción Electoral de 1995 a 1996 y de Formación Política de 1996 a 1997 y asesor de las fracciones perredistas en los congresos de Campeche y Quintana Roo. Fue elegido diputado federal suplente en dos ocasiones, de 1988 a 1991 y de 1997 a 2000, en ninguna de las dos ocasiones llegó a asumir la titularidad de la curul. En 2000 fue elegido diputado federal por la vía plurinominal a la LVIII Legislatura que concluyó en 2003 y en la que fue presidente de la comisión especial para la Reforma del Estado e integrante de la comisión de Puntos Constitucionales.
En 2007 renunció al Partido de la Revolución Democrática y no volvió a militar en otro partido político.
El 22 de julio de 2020 la Cámara de Diputados lo eligió consejero del Instituto Nacional Electoral para el periodo del 27 de julio de 2020 al 26 de julio de 2029.